# Monumento a la Concordia

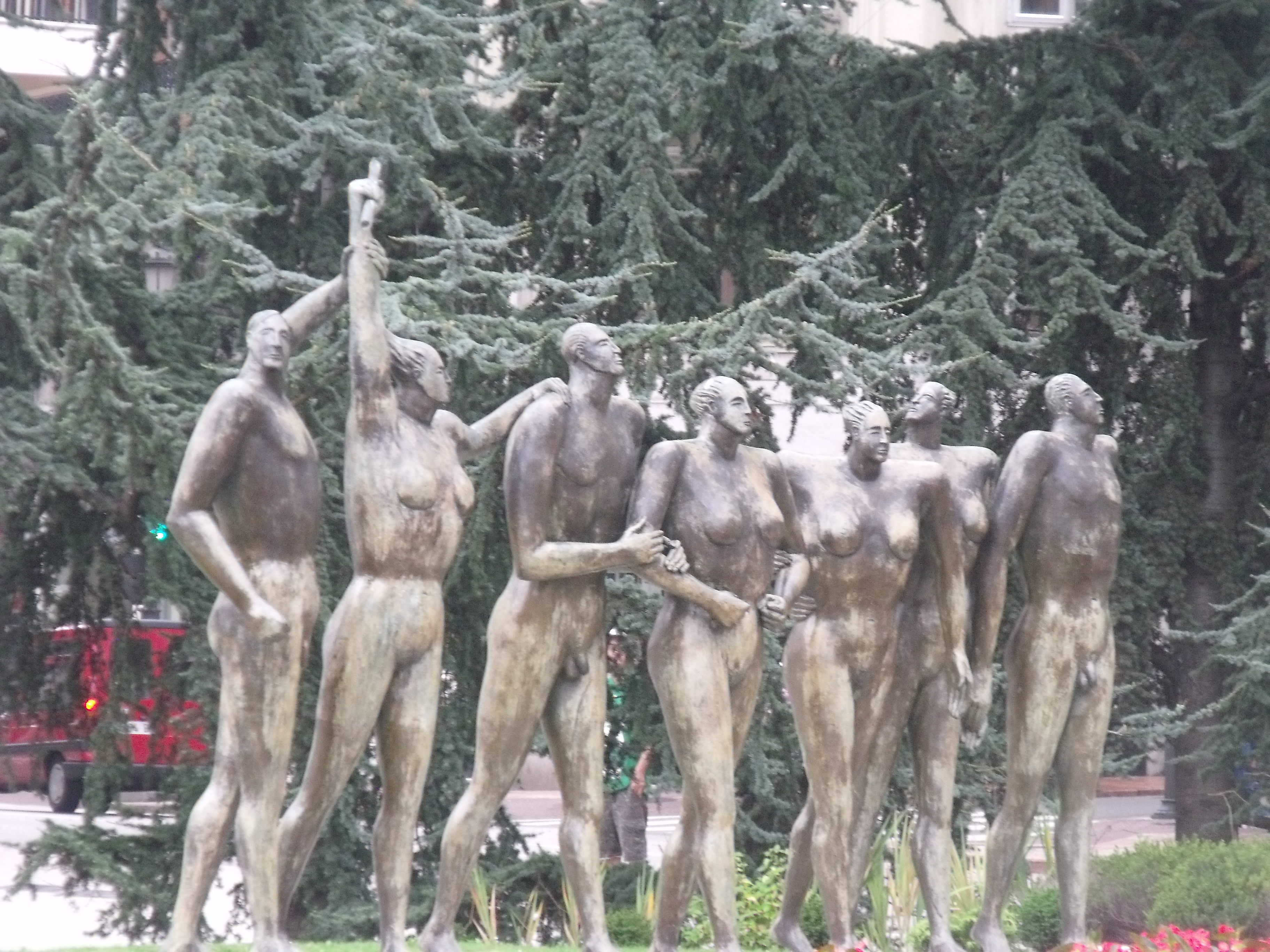

El monumento a la Concordia, ubicado en la plaza del Carbayón, en la ciudad de Oviedo, Principado de Asturias, España, es una de las más de un centenar de esculturas urbanas que adornan las calles de la mencionada ciudad española.
El paisaje urbano de esta ciudad se ve adornado por obras escultóricas, generalmente monumentos conmemorativos dedicados a personajes de especial relevancia en un primer momento, y más puramente artísticas desde finales del siglo XX.
La escultura, hecha en bronce, es obra de Esperanza d'Ors, y está datada en 1997. Pese a no constar la fecha de su inauguración lo que sí se sabe es que el monumento tiene como promotor el propio Ayuntamiento de Oviedo. El conjunto representa a tres hombres y a tres mujeres, desnudos, unas figuras humanas mostradas sin elementos distintivos entre ellos, formando así cuerpos andróginos, pero colocados por parejas.